# Friedrich Albert von Langenn
Friedrich Albert von Langenn (* 26. Januar 1798 in Merseburg; † 30. Dezember 1868 in Dresden) war ein sächsischer Jurist und Historiker.

## Leben
Von Langenn wurde in Merseburg geboren. Er studierte vom 23. Oktober 1816 bis 22. Januar 1820 an der Universität in Leipzig Jura. Langenn war Beamter des sächsischen Beamtentums und gehörte dem evangelischen Glauben an. Als Geheimrat war er als Erzieher für Prinz Albert, dem späteren König Albert von Sachsen, persönlich verantwortlich. Mit der Ablegung der Reifeprüfung des Prinzen, am 13. März 1845, endete diese Aufgabe. Zunächst hatte er von 1820 bis 1822 eine Professur an der Universität Leipzig inne. Danach war von Langenn im sächsischen Justizministerium tätig. 1845 wurde er Wirklicher Geheimen Rat und Mitglied des Gesamtministeriums, Direktor am Justizministerium. 1846 wurde er zum Präsidenten des Oberappellationsgerichtes Dresden ernannt.
Hof- und Justizrat Friedrich Albert von Langenn wird im Jahre 1835 die Ehrenbürgerwürde der Stadt Leipzig verliehen. Dort wurde von Langenn ab 1832 als „Provisorischer königlicher Regierungs-Commissar“ eingesetzt, um nach den Septemberunruhen des Jahres 1830 die Arbeit des bisherigen königlichen Kommissars Müller fortzusetzen. 1846 wurde er Ehrendoktor der Universität Leipzig.
Langenn hatte auch eine Biographie auf zu Moritz von Sachsen vorgelegt. Diese konnte wissenschaftlichen Ansprüchen nur recht unvollkommen genügen, da er seine Abschriften, die seiner Darstellung zugrunde lagen, die größten Teiles aus dem Dresdner Archiv stammten, leider nicht signierte. Dieser Mangel einer wissenschaftlichen Ansprüchen genügenden Edition der Politischen Korrespondenz wurde seit Erich Brandenburg 1901 mit Unterbrechungen bis 2006 behoben. Ähnliches lässt sich zu seinen Arbeiten u. a. zu Christoph von Carlowitz sagen. Im Jahr 1865 wurde er zum Mitglied der Leopoldina gewählt.